# Coppa del Re 1908
La Copa del Rey 1908 fu la sesta edizione della Coppa del Re, e mise in palio un arcaico titolo di campione di Spagna.
Dopo l'assegnazione dell'anno precedente, venne messa in palio una nuova coppa, ma l'Athletic Bilbao, disgustato con l'atteggiamento della popolazione madrilena durante la precedente edizione del torneo, decise di non partecipare. Altri club, come i campioni catalani dell'X Sporting Club, declinarono l'invito millantando problemi economici, ma in realtà polemizzando contro l'organizzazione castigliano-centrica della manifestazione. Così le uniche squadre che presero parte alla competizione furono soltanto due: il Madrid CF e il Vigo Sporting.
Il Madrid CF risultò per la quarta volta vincitore della Coppa del Re.

## Gara
| Arbitro: | Ávalos |

|                    |           |            |
| Neyra 41’ Revuelto | Marcatori | 81’ Posada |